# (20548) 1999 RM107
A (20548) 1999 RM107 a Naprendszer kisbolygóövében található aszteroida. A LINEAR projekt keretében fedezték fel 1999. szeptember 8-án.